# Tiroteo de Thornton
El tiroteo de Thornton se refiere al ataque perpetrado la tarde del 1 de noviembre de 2017 en la ciudad estadounidense de Thornton, Colorado; el ataque se desarrolló a las 6:00 p. m. cuando un sujeto dentro de un local de la cadena de supermercados Walmart disparó a quemarropa contra los clientes que se encontraban en el lugar, posteriormente la policía evacuó a todos los presentes en el local y lograron detener al supuesto atacante; el ataque dejó como saldo tres personas muertas. El motivo del ataque aún se encuentra en investigación.

## Ataque

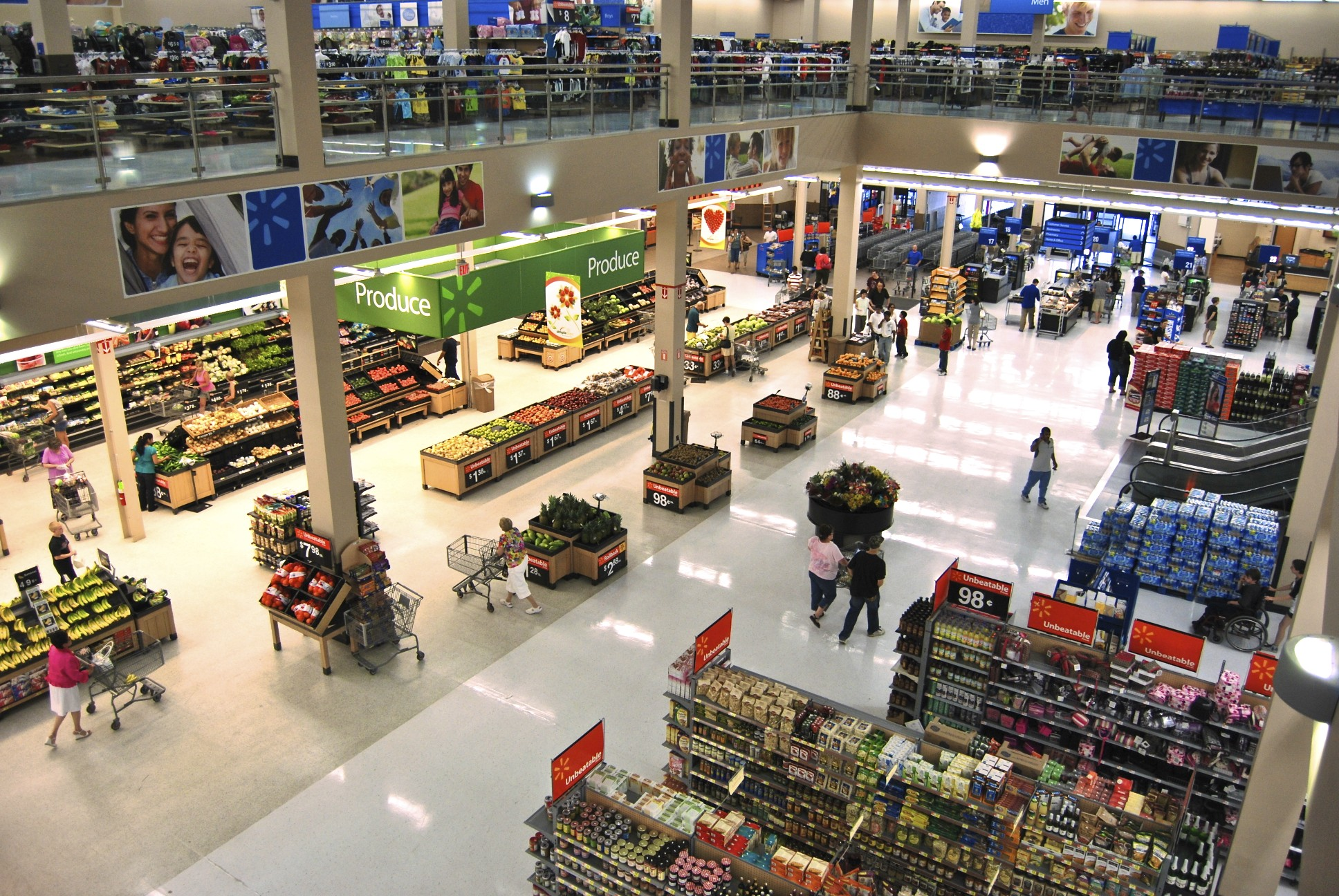
El interior de un Walmart de la ciudad, fue el escenario del tiroteo.

A las 6:00 p. m. el atacante ingresó al supermercado Walmart de Thornton como los demás compradores, ya dentro —según el Departamento de Policía de Thornton— atacó a las primeras personas que se encontraban a su alrededor ya que su plan inicial parecía ser iniciar una masacre a gran escala; la policía alertada por una llamada no identificada intervino en el lugar para poder rescatar a los compradores que se mantenían adentro como rehenes de facto, al finalizar el ataque los efectivos no especificaron qué ocurrió con el o los atacantes pero expresaron que posiblemente sea un hombre. También admitieron que la llamada anónima fue recibida a las 6:30 p. m. pero que al momento de su llegada al lugar del suceso, el tiroteo ya había terminado.

## Sospechoso
La llamada telefónica a la policía condujo a la captura de un sospechoso identificado como Scott Ostrem, de 47 años, a quien testigos habían visto huir del lugar en un Mitsubishi Mirage rojo justo antes de las 8:00 a.m. MT en Westminster, a menos de 16 kilómetros de la ubicación del tiroteo.
Ostrem se declaró en bancarrota en 2015. Fue arrestado 14 veces en Colorado. La última vez fue en 2013 por conducir en estado de ebriedad. Acumuló una deuda de tarjeta de crédito de $ 58 000. Ostrem vivía solo en un departamento de una habitación. Sus vecinos dijeron que los insultaba. De vez en cuando se le veía portando una funda de rifle.

## Víctimas
Se registró que Carlos Moreno, de 66 años, de Thornton, Victor Vasquez, de 26 años, de Denver, y Pamela Marques, de 52 años, de Denver, murieron como resultado del incidente. Moreno y Vasquez murieron en el lugar, mientras que Marques fue transportada a un hospital local, donde posteriormente murió.

## Reacciones
El presidente de los Estados Unidos, Donald Trump, permaneció en silencio sobre el incidente.